# انرژی پایدار
انرژی پایدار (به انگلیسی: Sustainable energy) انرژی است که به گونه‌ای تولید و مورد استفاده قرار می‌گیرد که «نیازهای کنونی را برطرف می‌کند بدون اینکه توانایی نسل‌های آینده در تأمین نیازهای خود را به خطر بیندازد».
دو اصطلاح «انرژی پایدار» و «انرژی تجدیدپذیر» غالباً به جای هم استفاده می‌گردند. به‌طور کلی، منابع انرژی تجدید پذیر مانند انرژی خورشیدی، بادی و انرژی برق آبی به‌طور گسترده‌ای پایدار در نظر گرفته می‌شوند. با این حال، پروژه‌های خاص انرژی‌های تجدیدپذیر، مانند جنگل زدایی برای تولید سوخت‌های زیستی، می‌توانند منجر به آسیب محیطی مشابه یا حتی بدتر از استفاده از انرژی سوخت‌های فسیلی شوند. انرژی هسته ای یک منبع انرژی با تولید کربن کم است و از نظر ایمنی تاریخچه بهتری از سوخت‌های فسیلی دارد، اما ضایعات رادیواکتیو و خطر حوادث بزرگ، پایداری آن را زیر سؤال می‌برد. مفهوم انرژی پایدار با در نظر گرفتن تأثیرات زیست‌محیطی مشابه مفاهیم انرژی سبز و انرژی پاک است، با این حال در تعاریف رسمی انرژی پایدار، تأثیرات اقتصادی و اجتماعی-فرهنگی نیز مطرح می‌شود.
مقادیر متوسطی از انرژی بادی و خورشیدی، که منابع تولید انرژی منقطع و غیرپیوسته هستند، را می‌توان بدون ایجاد زیرساخت‌های اضافی مانند ذخیره انرژی شبکه و اقدامات پاسخ به تقاضا، در شبکه برق ادغام کرد. این منابع در سال ۲۰۱۹ مقدار ۸٫۵٪ از برق جهان را تولید کردند، سهمی که به سرعت رشد کرده‌است. پیش‌بینی می‌شود هزینه‌های بادی، خورشیدی و باتری به دلیل نوآوری و مزیت مقیاس ناشی از افزایش سرمایه‌گذاری، همچنان ادامه داشته باشد.
انتقال انرژی به روشی پایدار برای تأمین نیازهای جهان به برق، گرمایش، سرمایش و نیرو برای حمل و نقل به‌طور گسترده‌ای به یکی از بزرگترین چالش‌های پیش روی بشریت در قرن ۲۱ تبدیل شده‌است. در سراسر جهان، نزدیک به یک میلیارد نفر از دسترسی به برق برخوردار نیستند و حدود ۳ میلیارد نفر برای پخت‌وپز از سوخت‌های دودزا مانند چوب، زغال یا کود حیوانی استفاده می‌کنند. استفاده از این سوخت‌های فسیلی یکی از عوامل عمده آلودگی هوا است که باعث می‌شود سالانه حدود ۷ میلیون نفر فوت کنند. تولید و مصرف انرژی عامل انتشار حدود ۷۰٪ از گازهای گلخانه‌ای ناشی از فعالیت انسانی است.
مسیرهای پیشنهادی برای محدود کردن گرم شدن کره زمین به ۱٫۵ درجه سلسیوس، اجرای سریع روش‌های تولید برق و گرما با آلایندگی کم، و تغییر جهت به سمت استفاده بیشتر از برق در بخش‌هایی مانند حمل و نقل را توصیف می‌کند. این مسیرها همچنین شامل اقداماتی برای کاهش مصرف انرژی و استفاده از سوخت‌های کم کربن، مانند هیدروژن تولید شده توسط برق تجدیدپذیر یا جذب و ذخیره کربن است. دستیابی به این اهداف به سیاست‌های دولت از جمله قیمت گذاری کربن، سیاست‌های خاص انرژی و حذف یارانه‌های سوخت‌های فسیلی نیاز دارد.

## تعاریف

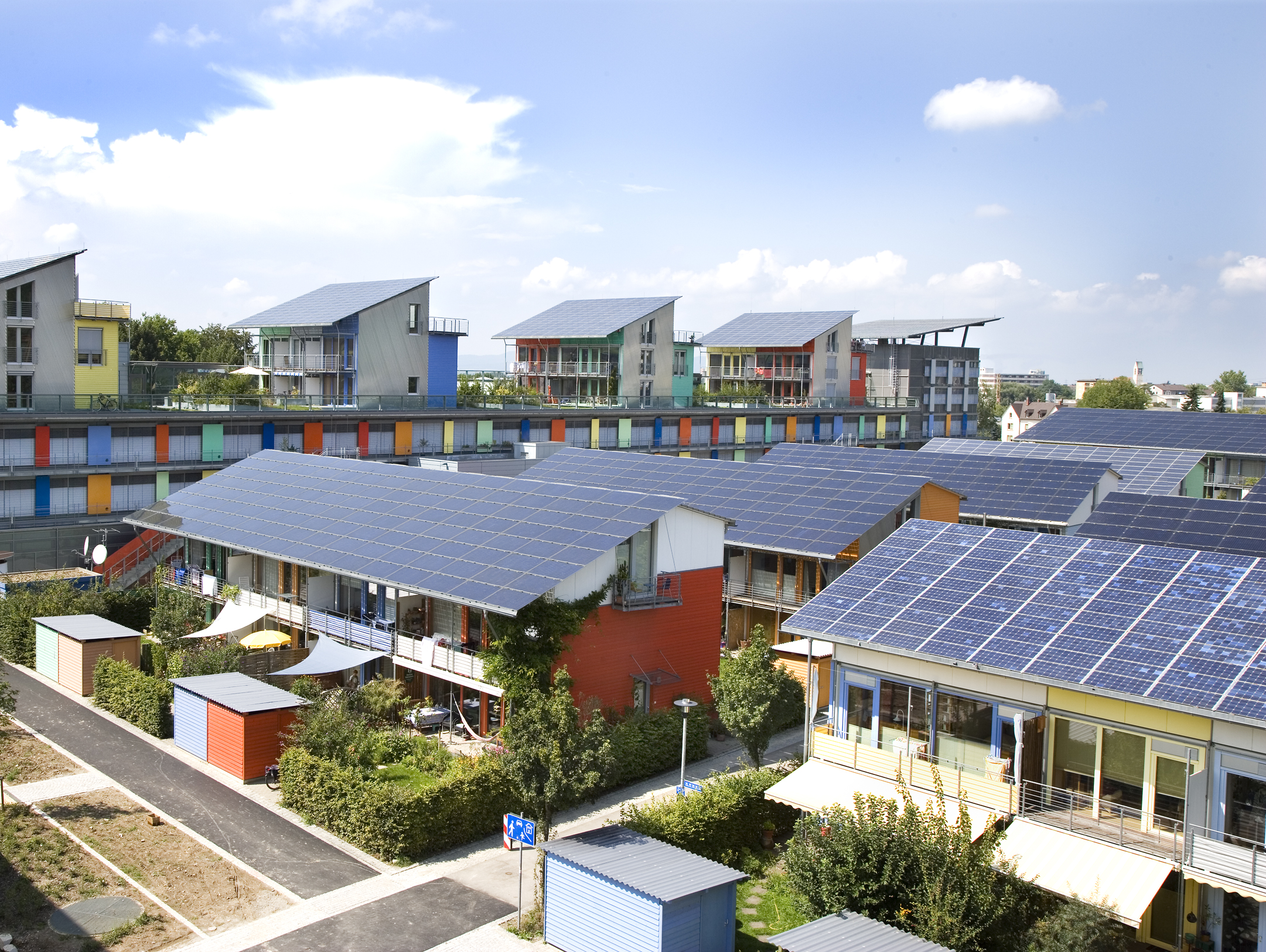
ساختمان‌های شهرک خورشیدی در Schlierberg انرژی بیشتری نسبت به مصرف آنها تولید می‌کنند. آنها دارای صفحات خورشیدی پشت بامی هستند و با حداکثر بهره‌وری انرژی ساخته شده‌اند.

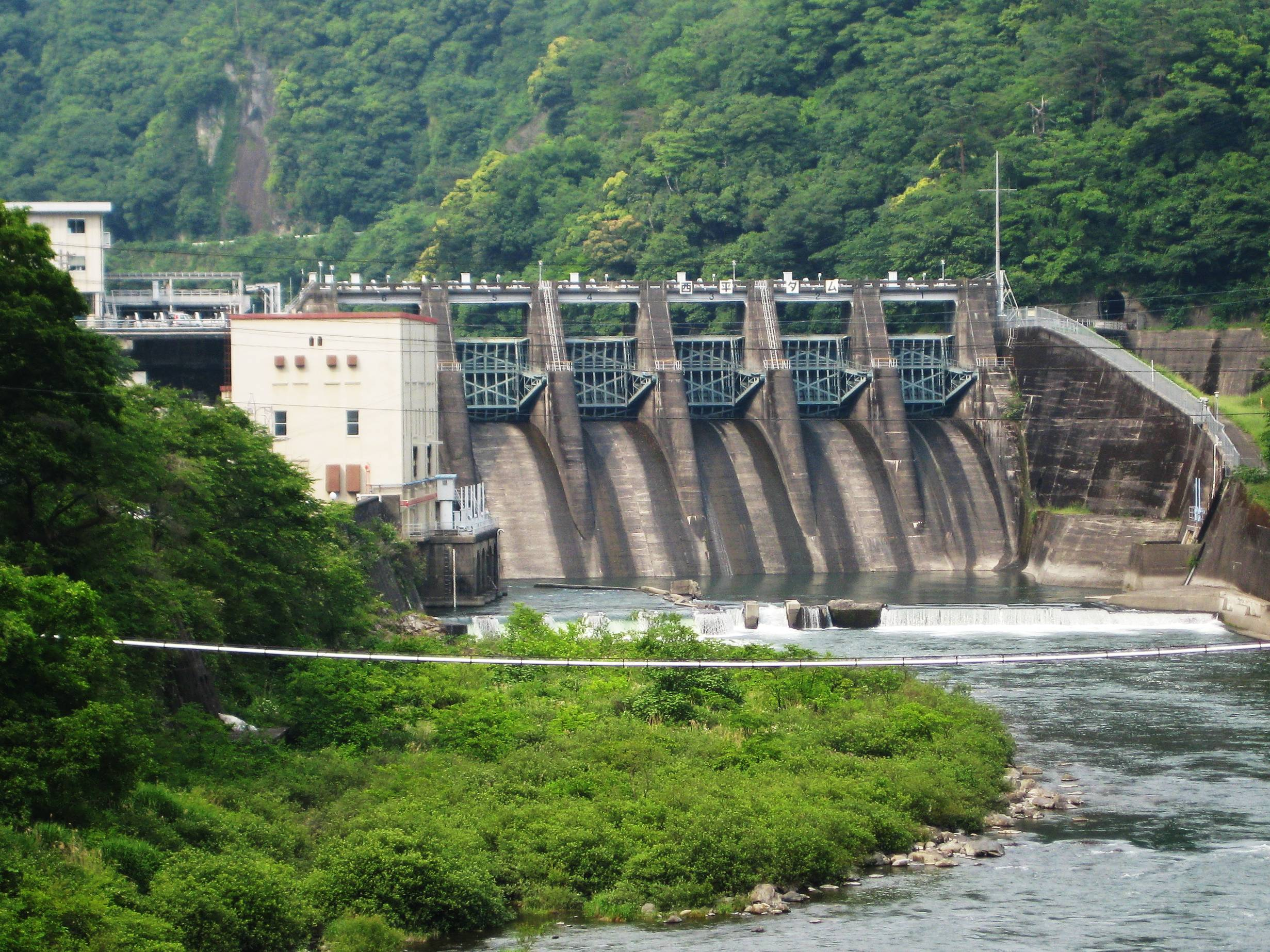
سدهای تولید برق آبی یکی از گسترده‌ترین منابع تأمین انرژی تجدیدپذیر هستند.

مفهوم توسعه پایدار توسط کمیسیون جهانی محیط زیست و توسعه در کتاب «آینده مشترک ما» در سال ۱۹۸۷ توصیف شد. تعریف آن از "پایداری" که اکنون به‌طور گسترده مورد استفاده قرار می‌گیرد، این بود: "توسعه پایدار باید نیازهای حال حاضر را تأمین کند بدون اینکه توانایی نسل‌های آینده در تأمین نیازهای خود را به خطر بیندازد." کمیسیون در کتاب خود چهار عنصر اصلی پایداری را با توجه به انرژی توصیف کرده‌است: توانایی افزایش تأمین انرژی برای تأمین نیازهای رو به رشد انسان، بهره‌وری و صرفه جویی در انرژی، بهداشت و ایمنی عمومی و "حفاظت از زیست کره و جلوگیری از اشکال محلی‌تر آلودگی. "
از آن زمان تاکنون تعاریف مختلفی از انرژی پایدار ارائه شده‌است که بر اساس سه رکن توسعه پایدار یعنی محیط زیست، اقتصاد و جامعه بنا شده‌است.
- معیارهای زیست‌محیطی شامل انتشار گازهای گلخانه ای، تأثیر بر تنوع زیستی و تولید زباله‌های خطرناک و انتشار مواد سمی است.
- معیارهای اقتصادی شامل هزینه انرژی، اینکه آیا انرژی به‌طور قابل اطمینان به کاربران انتقال داده می‌شود، و کارهای مرتبط با تولید انرژی می‌شود.
- معیارهای فرهنگی- اجتماعی شامل امنیت انرژی، مانند جلوگیری از جنگ بر سر تأمین انرژی است.

## منابع انرژی تجدید ناپذیر

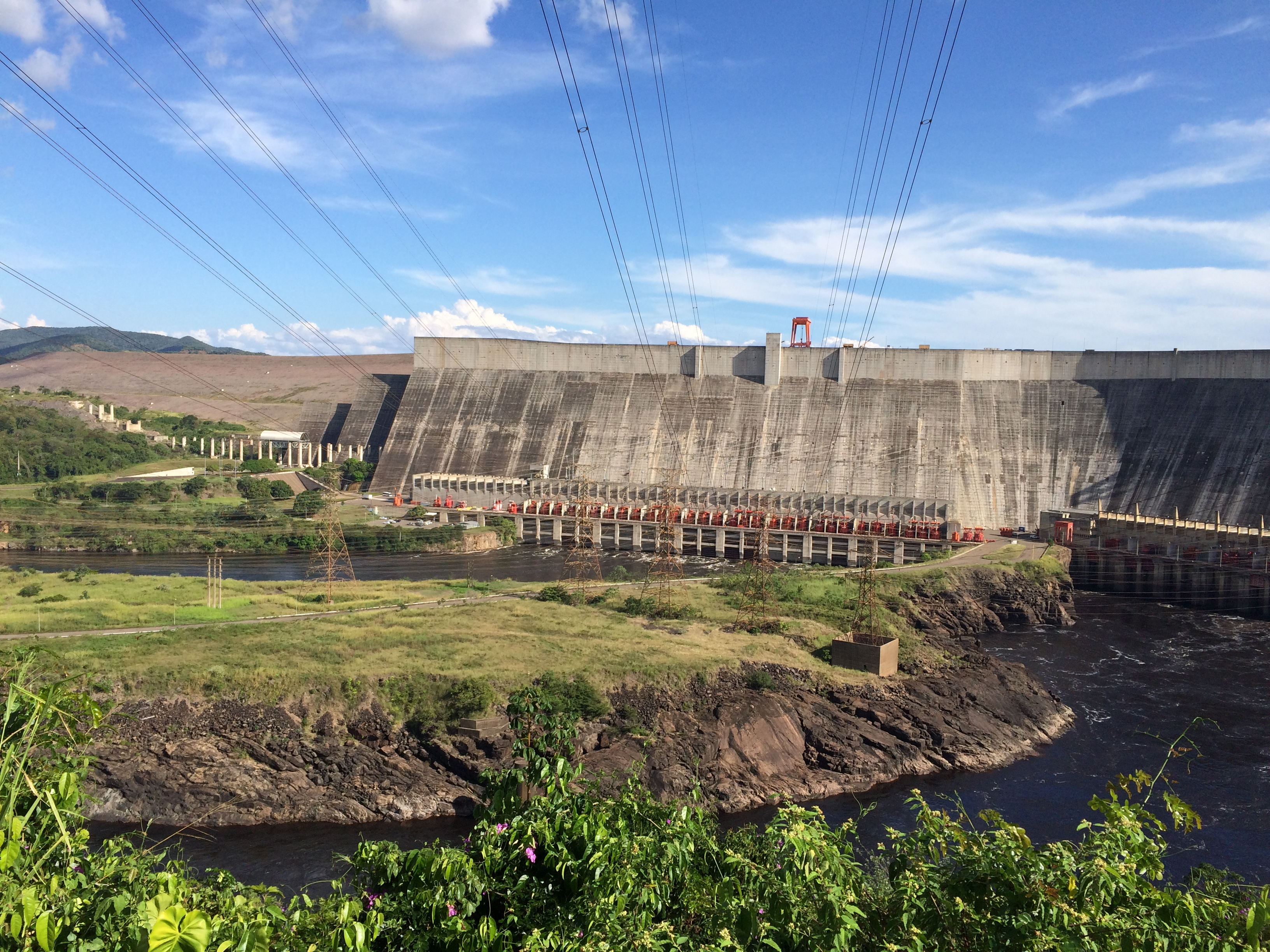
نیروگاه برق در کشور فرانسه